# Hotel Colorado
Hotel Colorado ist ein 1893 im Italianate-Stil erbautes Bauwerk in Glenwood Springs, Colorado. Es ist eines der ältesten Hotels in diesem Bundesstaat der Vereinigten Staaten. Der Entwurf des Hotels stammt von Edward Lippincott Tilton.

## Geschichte
Der von dem Silbermagnaten und Bankier Walter Devereux in Auftrag gegebene Bau ist eine Replik der Villa Medici in Rom. Die Konstruktion begann 1891 und kostete 350.000 US-Dollar (heute rund 12.451.000 US-Dollar). Zu den vor Ort beschafften Baumaterialien gehören die kremfarbenen Backsteinen und der Sandstein aus Peach Blow; mehr als 10.000 Quadratmeter Teppich und 2000 Rosenstöcke wurden mit der Eisenbahn herangeschafft. Das Hotel Colorado eröffnete am 10. Juni 1893 mit einer Feierlichkeit, die ein Feuerwerk, das Konzert eines Orchesters im Ballsaal und ein Mitternachtsdinner für die rund 600 teilnehmenden Gäste einschloss.
Das Hotel wurde schon bald zu einem beliebten Rückzugsort im Sommer und erwarb sich den Spitznamen „the little White House of the West“, nachdem Theodore Roosevelt und William Howard Taft längere Zeit hier verbrachten. Angeblich wurde der Teddybär hier erfunden, als 1905 während Roosevelts Besuch eine Zimmerfrau des Hotels dem Präsidenten einen Bär zeigte, der aus verschiedenen Stoffresten zusammengenäht war.
Während des Zweiten Weltkrieges mietete die United States Navy das Hotel ab 1942 zur Verwendung als Krankenhaus an. Das U.S. Naval Convalescent Hospital wurde am 5. Juli 1943 in Dienst gestellt und versorgte bis Ende 1945 mehr als 6500 Patienten. Das Krankenhaus wurde 1946 geschlossen. Seitdem dient das Gebäude wieder als Hotel. Am 26. Mai 1977 wurde das Hotel Colorado in das National Register of Historic Places aufgenommen.

## Berühmte Besucher
Der Schauspieler Tom Mix, seine Frau sowie einige Mitglieder der Filmcrew waren im Sommer 1926 während der Dreharbeiten des Filmes The Great K & A Train Robbery hier untergebracht.
Außer den Aufenthalten der beiden bereits erwähnten Präsidenten Roosevelt und Taft war auch Herbert Hoover hier zu Gast und veranstaltete am 2. August 1939 ein Mittagessen.

## Belege
1. ↑  Willa Soncarty:  Glamour came to Glenwood with Hotel Colorado opening, Glenwood Springs Post Independent, 26. April 2002. Abgerufen am 23. Juni 2009 (englisch).
2. ↑  Hotel Colorado im National Register Information System. National Park Service, abgerufen am 29. Juli 2017.